# Castillo de York
El castillo de York es un complejo fortificado en la ciudad de York, Inglaterra. Comprende una sucesión de castillos, prisiones, tribunales de justicia y otros edificios, que fueron edificados a lo largo de los últimos nueve siglos en la orilla sur del Río Foss. Los restos en ruinas del castillo medieval normando son conocidos como la Torre de Clifford. Construido originalmente siguiendo las órdenes de Guillermo I para dominar la antigua ciudad vikinga de Jórvík, el castillo tiene una tumultuosa historia previa antes de convertirse en una importante fortificación con extensas defensas acuáticas. Tras una gran explosión en 1684 que dejó las restantes estructuras militares inhabitables, el castillo de York siguió siendo utilizado como cárcel y prisión hasta 1929.
El primer castillo edificado en el lugar fue de tipo mota castral, construido en 1068 tras la conquista normanda de York. Después de la destrucción del castillo por rebeldes y un ejército vikingo en 1069, el castillo de York se reconstruyó y reforzó con extensas defensas acuáticas, incluyendo un foso y un lago artificial, convirtiéndose en una importante fortificación de la realeza en el norte de Inglaterra.
En 1190, 150 judíos locales sucumbieron en un pogromo en la torre del homenaje del castillo; la mayoría de ellos se suicidó para no caer en manos de la muchedumbre. Enrique III reconstruyó el castillo en piedra a mediados del siglo XIII, creando una torre del homenaje con un diseño cuatrilobulado único, protegida por una muralla exterior y una importante casa del guarda. Durante las guerras escocesas entre 1298 y 1338, el castillo de York era frecuentemente utilizado como centro de la administración real de Inglaterra, y también como una importante base militar de operaciones.
El castillo de York empezó a deteriorarse en los siglos XV y XVI, siendo utilizado cada vez más como prisión tanto para delincuentes locales como para prisioneros políticos. En tiempos de Isabel I se consideró que el castillo había perdido todo su valor militar pero fue mantenido como el centro de la autoridad real en York. El estallido de la guerra civil inglesa en 1642 vio cómo el castillo de York era reparado y reforzado, para jugar un papel en la defensa realista de York en 1644 contra las fuerzas parlamentarias. El castillo de York continuó siendo una guarnición hasta 1684, cuando una explosión destruyó el interior de la torre de Clifford. La mota castral fue rediseñada en estilo neoclásico en el siglo XVIII para servir de centro administrativo del condado de Yorkshire, y fue utilizada como cárcel y prisión civil. La reforma penal del siglo XIX llevó a la creación en 1825 de una nueva prisión construida en estilo gótico neo-tudor en el lugar del castillo; utilizado primero como juzgado y luego como prisión militar, este complejo fue demolido en 1935. Hacia el siglo XX, las ruinas de la torre de Clifford habían llegado a ser un destino turístico bien conocido y un monumento nacional; hoy el sitio es propiedad del Patrimonio Inglés y está abierto al público. Los edificios restantes sirven como Museo del Castillo del York y Tribunal de la Corona.

## Historia

### SigloXI
York era una capital vikinga en el siglo X, y continuó siendo una importante ciudad del norte en el siglo XI. En 1068, en la primera expedición al norte de Guillermo el Conquistador, tras la conquista normanda, se construyeron varios castillos a lo largo del noreste de Inglaterra, incluyendo uno en York. Este primer castillo en York era una mota castral básica de madera construida entre los ríos Ouse y Foss en el emplazamiento del actual castillo. Se construyó a toda prisa; los informes contemporáneos indican que fue levantado en solo ocho días, aunque esta afirmación ha sido cuestionada. Esa mota tenía originalmente alrededor de 200 pies (61 metros) de anchura en la base. Como fue construida en un entorno urbano, centenares de casas tuvieron que ser destruidas para dejar espacio a la edificación. William Malet, el sheriff de Yorkshire, se hizo cargo del castillo y lo defendió con éxito contra la revuelta subsiguiente de la población local.
En respuesta al empeoramiento en la seguridad de la situación, William dirigió en 1069 su segunda campaña del norte. Construyó otro castillo en York, en lo que ahora es Baile Hill en la orilla oeste del Ouse, frente al primer castillo, en un esfuerzo para mejorar su control sobre la ciudad. Este segundo castillo era también una mota castral, probablemente con la colina de Baile Hill accesible mediante un puente horizontal y escalones cortados en la ladera de la colina. Más tarde ese año, una flota vikinga danesa zarpó hasta York por el Humber y el Ouse, y atacó ambos castillos con la ayuda de Cospatrick de Northumbria y un número de rebeldes locales. Los normandos, intentando rechazar a los rebeldes, prendieron fuego a algunas de las casas de la ciudad. El fuego se extendió hasta incendiar la Catedral de York y, afirman algunos, también ambos castillos. Los castillos fueron capturados y parcialmente desmantelados, y Malet fue tomado como rehén por los daneses.
En el periodo que siguió a los ataques en 1069 y 1070, William dirigió una extensa secuencia de operaciones de castigo por todo el norte de Inglaterra. Esta "Masacre del norte" restauró el orden lo bastante como para permitir la reconstrucción de los dos castillos, nuevamente en madera. El patio del Castillo de York se amplió ligeramente en el proceso; los edificios que se cree estaban situados dentro del recinto en esa época incluyen "salas, cocinas, una capilla, cuarteles, tiendas, establos, forjas [y] talleres". En el tiempo en que el Domesday book se estaba escribiendo, en 1086, el Castillo de York estaba rodeado por un foso lleno de agua y un gran lago artificial conocido como el "Estanque del Rey" (King's Pool), alimentado por el río Foss mediante un dique construido para ese propósito. Más propiedades, incluyendo dos molinos, tuvieron que ser destruidas para dejar espacio a las defensas acuáticas. Con el tiempo la colina de Baile Hill fue abandonada en favor del primer asentamiento del castillo, dejando sólo el montículo, que todavía existe.

### SigloXII

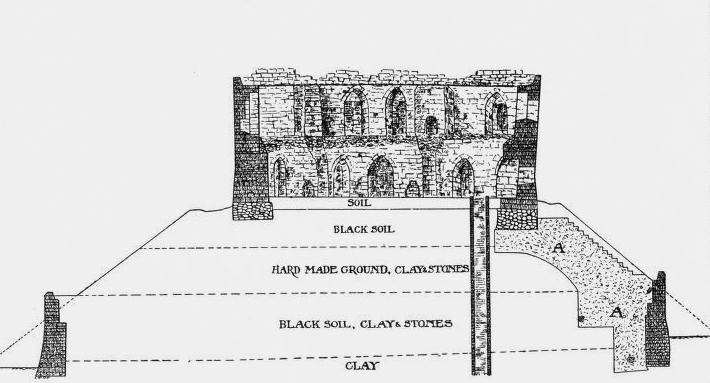
Corte transversal del montículo del Castillo de York, dibujado en 1903 por Sir Basil Mott; "A" marca el apuntalamiento de hormigón del cerro, del ; los muros bajos que rodean la base de la colina son una adición del.

Enrique II visitó el castillo de York cuatro veces durante su reinado. Los aposentos reales se encontraban entonces, por seguridad, en la torre del homenaje, y Enrique pagó 15£ para hacer reparaciones en dicha torre. Durante su visita de 1175 , Enrique utilizó el castillo como base para recibir el homenaje de Guillermo el León de Escocia. En los alrededores se construyeron molinos dependientes del castillo para surtir a la guarnición, y a mediados del siglo XII se concedió la propiedad de esos molinos a la orden militar de los Caballeros Templarios. Los molinos demostraron ser muy vulnerables a las crecidas de los dos ríos y tuvieron que ser repetidamente reparados.

#### La masacre de los Judíos
En 1190, el castillo de York fue el escenario de uno de los peores pogromos de la Inglaterra medieval. Los normandos habían establecido las primeras comunidades judías en Inglaterra, donde algunos de sus miembros ocuparon una función económica especial como prestamistas, una actividad esencial pero prohibida a los cristianos. Los judíos ingleses estaban sometidos a considerables prejuicios religiosos y fundamentalmente trabajaban desde villas y ciudades que tuvieran cerca algún castillo de la realeza que les pudiera proporcionar protección ante los ataques de la mayoría cristiana. La protección real estaba normalmente garantizada, pues la realeza normanda y Plantagenet había determinado que las deudas y propiedades pertenecientes a los judíos eran en último caso de la corona, y revertían al rey tras la muerte de aquellos.
Ricardo I fue coronado rey en 1189 y anunció su intención de unirse a las Cruzadas; esto inflamó el sentimiento antijudío. Comenzaron a extenderse rumores de que el rey había ordenado atacar a los judíos ingleses. En York, las tensiones estallaron violentamente al año siguiente. Richard de Malbis, quien debía dinero al poderoso comerciante judío Aaron de Lincoln, aprovechó el incendio accidental de una casa para incitar a una muchedumbre a atacar el hogar y la familia de un empleado judío de Aaron recientemente fallecido. Josce de York, cabeza de la comunidad judía, condujo a las familias judías locales al castillo, en cuya torre de madera se refugiaron. La multitud rodeó el sitio, y cuando el condestable salió para discutir la situación con los cabecillas, los judíos, temiendo caer en manos de la multitud o ser entregados al sheriff, rehusaron permitirle regresar. El condestable apeló al sheriff, quien llamó a sus propios hombres y puso sitio a la fortaleza. El asedio continuó hasta el 16 de marzo, cuando la posición de los judíos se volvió insostenible. Su líder religioso, el rabino Iom Tov, propuso un acto de suicidio colectivo antes que dejarse asesinar por la turba, y el castillo fue incendiado para evitar que sus cuerpos fueran mutilados después de muertos. Varios judíos perecieron en las llamas, pero la mayoría eligió el suicidio. Unos pocos de entre ellos se rindieron, prometiendo convertirse al cristianismo, pero fueron asesinados por la furiosa multitud. En total, alrededor de 150 judíos murieron en la masacre. Nuevamente en madera, la fortaleza fue reconstruida sobre la colina, que fue elevada unos 13 pies (4 metros) de altura, a un costo de 207£.

### SiglosXIIIyXIV

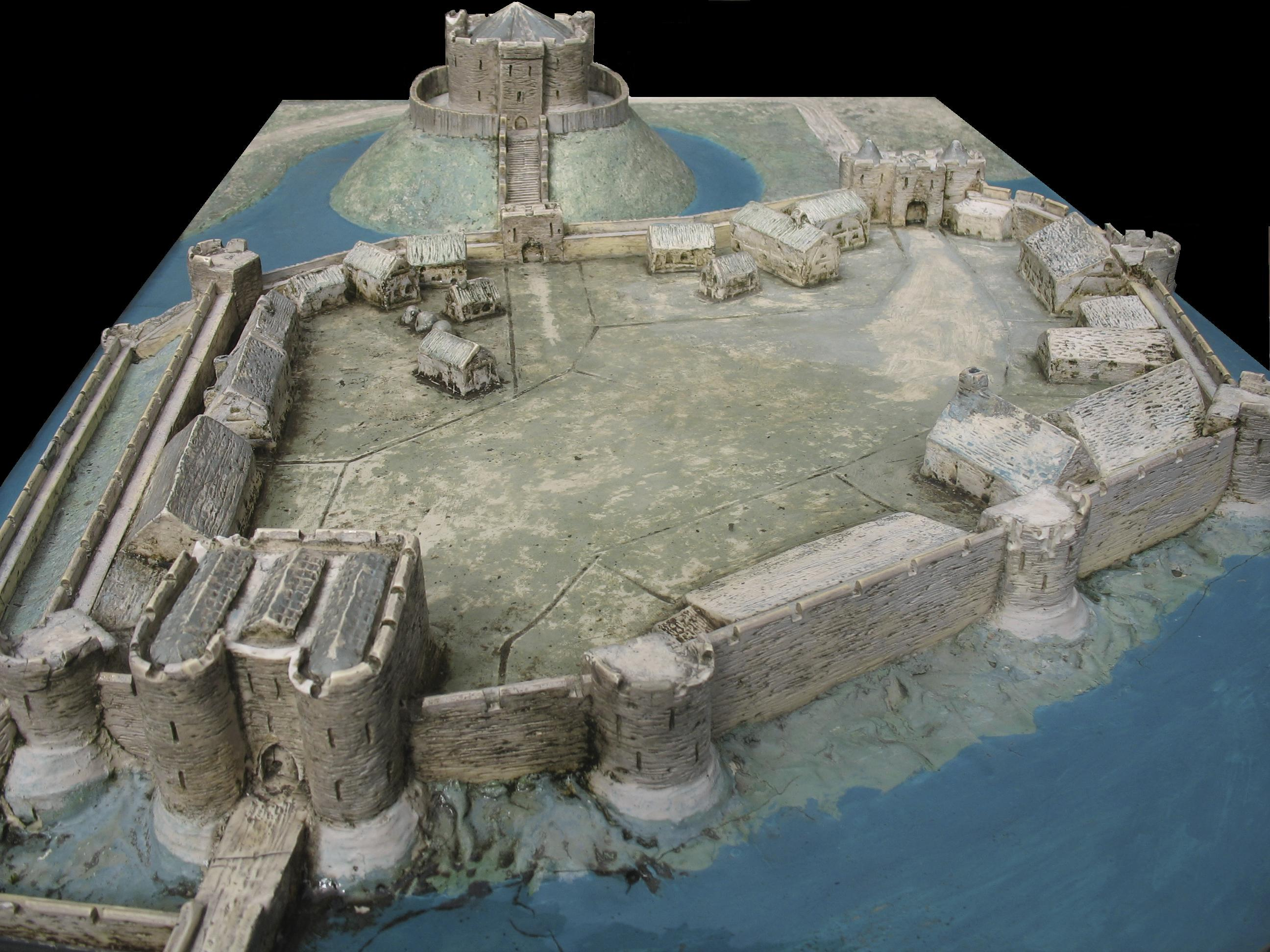
Una reconstrucción de Castillo de York en el, visto desde el sureste

Durante su reinado, el Rey Juan utilizó a menudo el Castillo de York, usando la fortaleza como cuartel personal para su propia seguridad. El castillo fue mantenido en buen estado en ese tiempo. Entonces también aparecen los primeros registros del uso del castillo como cárcel, con referencias a prisioneros encerrados allí durante las campañas irlandesas de Juan. En el siglo XIII existía un sistema bien establecido de guardias, en virtud del cual se otorgaban varias tierras de los alrededores de York como compensación por proveer de caballeros y ballesteros para ayudar a proteger el castillo.
Enrique III también hizo un uso extenso del castillo, pero durante su visita en las Navidades de 1228 un vendaval destruyó la fortaleza de madera en el cerro. Al parecer el edificio no fue reparado, y en su lugar se construyeron en el patio unos aposentos para uso del rey. En 1244, cuando los escoceses amenazaron con invadir Inglaterra, el rey Enrique III visitó el castillo y ordenó su reconstrucción en piedra caliza blanca, a un costo de unas 2,600£. El trabajo se llevó a cabo entre 1245 y 1270, e incluyó la construcción de una muralla con torreones, una puerta de entrada de considerable tamaño con dos torres grandes, dos puertas de entrada más pequeñas, una pequeña compuerta de agua, una pequeña puerta de entrada a la ciudad, una capilla y una nueva torre del homenaje, conocida al principio como la Torre del Rey, y más tarde como la Torre de Clifford.
La Torre de Clifford tiene un diseño inusual. La torre de dos pisos tiene una planta cuatrilobulada con cuatro hojas circulares. Cada lóbulo mide 22 pies (6,5 metros) de ancho, con paredes de 9 pies y 6 pulgadas (3 metros) de espesor; en su parte más ancha, la torre mide 79 pies (24 metros) de ancho. Una barbacana cuadrada de 21 pies (6,5 metros) de ancho protegía la entrada en el lado sur entre dos de los lóbulos. Hay torretas defensivas entre los otros lóbulos. El enorme peso de la piedra y el primer piso estaban sostenidos por grandes ménsulas y un pilar central. Las aspilleras, de un diseño exclusivo del castillo de York, proporcionaban los puntos de disparo. Se construyó una capilla sobre la entrada, cuyas medidas eran 15 por 14 pies (4,5 metros por 4,2 metros), que servía asimismo como cámara del rastrillo (igual que en los castillos de Harlech y Chepstow). Se supone que la torre fue un experimento con el objeto de mejorar el fuego lateral, al hacer más visible el terreno desde lo alto de la fortaleza. Aunque exclusivo de Inglaterra, el diseño de la torre se parece mucho al de Étampes en Francia, y puede haber influido en el diseño posterior de la fortaleza de Pontefract . Enrique empleó al maestro cantero Henry de Rayns y al carpintero jefe Simon de Northampton para el proyecto, y el costo de la torre supuso la mayor parte del gasto total en las obras del castillo en esa época.

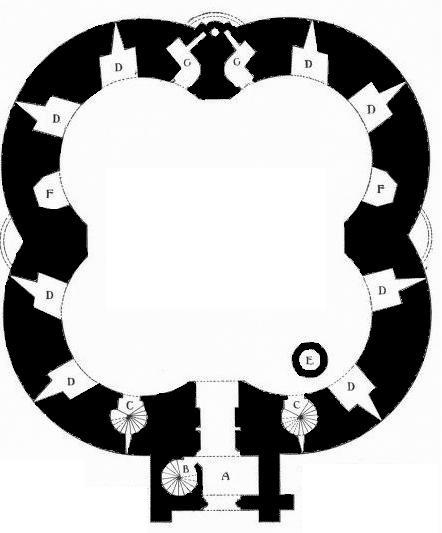
Plano de la Torre de Clifford. A = Entrada; B = Escalera a la Capilla; C = Escaleras a los niveles superiores y parapetos; D = Aspilleras; E = Pozo; F = Chimeneas; G = Vestidores o letrinas

El nuevo castillo necesitaba una inversión constante para mantener su calidad como fortificación militar. Las inundaciones en los inviernos de 1315-16 dañaron el suelo en la base del cerro, requiriendo reparaciones inmediatas. Hacia 1358-60, la pesada fortaleza de piedra sufrió nuevamente un hundimiento del terreno y el lóbulo suroriental se agrietó de arriba abajo. Funcionarios de la corona recomendaron que la fortaleza se reconstruyera por completo, pero, en lugar de eso, se procedió a reparar el lóbulo a un costo de 200£.
Eduardo I otorgó amplios poderes al sheriff de Yorkshire para hacer cumplir la ley y el orden en la ciudad de York, y los alguaciles establecieron su cuartel general en la Torre de Clifford. Durante las guerras contra los escoceses al mando de Eduardo y luego de su hijo, el Castillo de York fue también el centro de la administración real en Inglaterra durante casi la mitad de los años entre 1298 y 1338. Muchas instituciones de Westminster siguieron al rey al norte hasta York, estableciéndose en el recinto del castillo. Dado que los edificios existentes no eran bastantes para albergar a todas las instituciones administrativas, al principio se construyó una edificación temporal dentro del recinto para el Tribunal de Asuntos Comunes, que se reconstruyó a mayor escala en 1319–20. El Echiquier tomó posesión de la Torre de Clifford. Otros edificios en los alrededores de la ciudad tuvieron que ser requisados para recibir las actividades que desbordaban la capacidad del castillo. Como resultado del extenso uso del lugar para estos fines, los tribunales de justicia del castillo de York comenzaron a competir con los de Londres, algo que se mantuvo hasta la década de 1360. El castillo finalmente obtuvo su propia casa de moneda en 1344, cuando Eduardo III decidió crear una casa de moneda permanente en el castillo de York y así acuñar monedas de oro y plata para satisfacer las necesidades del norte de Inglaterra. Fabricantes europeos de moneda fueron traídos a York para crear la instalación. 
Enrique III amplió el papel del castillo como cárcel para albergar a una variada gama de prisioneros. El sheriff era responsable de la cárcel en este momento, y su adjunto asumía generalmente el papel de carcelero a tiempo completo. Hasta trescientos diez prisioneros fueron retenidos a un tiempo en el castillo. Los prisioneros eran confinados en unas condiciones "espantosas" y provocaron una sangría de vidas entre los detenidos. Las fugas de la prisión eran relativamente comunes, y muchas, como la de 28 prisioneros en 1298, tuvieron éxito. En 1307, cuando la Orden Militar de los Caballeros Templarios fue disuelta en Inglaterra, el Castillo de York se usó para retener a muchos de los caballeros arrestados. Al mismo tiempo, los molinos del castillo, como antigua propiedad templaria, volvieron al control real. Eduardo II también usó el castillo como cárcel en su campaña de 1322 contra los barones rebeldes, y después de la batalla de Boroughbridge, muchos de los líderes rebeldes derrotados fueron ejecutados en el Castillo de York.
A finales del siglo XIV, el castillo estaba ocupado principalmente por la administración local del condado. Fue usado ampliamente como cárcel, con los prisioneros mantenidos en las diversas torres alrededor del patio. El antiguo sistema de guardia para asegurar el castillo había cambiado a uno mediante el cual la corona usaba rentas de las tierras reales locales para contratar guardias de la zona. Cada vez más, la realeza prefería quedarse en el convento franciscano, entre el Castillo y King's Staith junto al Ouse, mientras que su personal residía en la Abadía de Santa María y el Priorato de San Andrés en la zona de Fishergate .

### SiglosXVyXVI

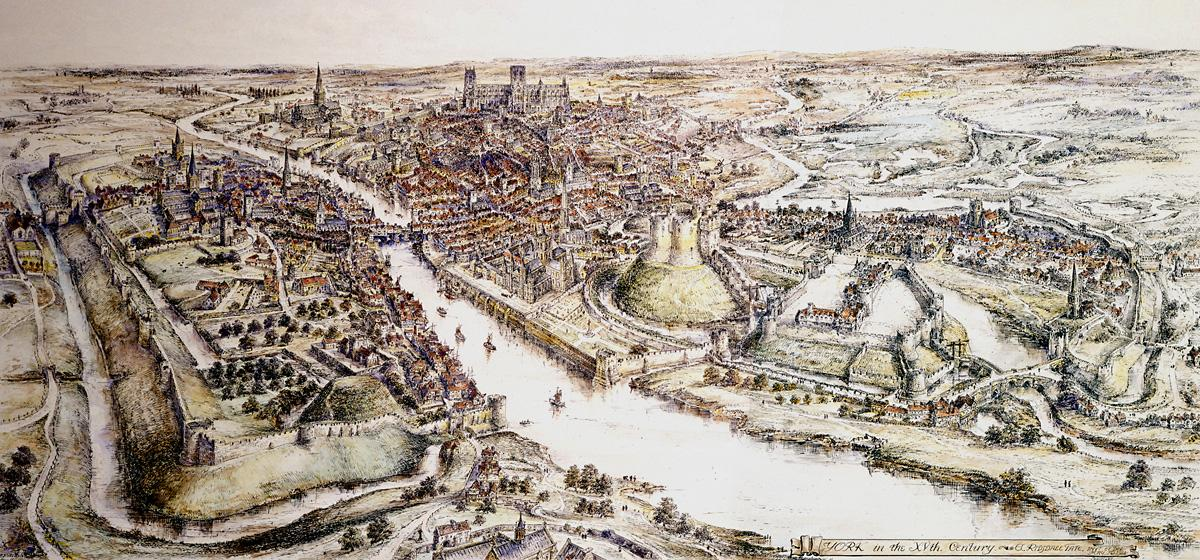
Un panorama de York en el por E. Ridsdale Tate; el castillo de York está en el lado derecho del río, frente a la colina abandonada de Baile Hill.

En el siglo XV, el castillo de York, junto con el castillo de Nottingham, se consideraba un activo clave de seguridad en el norte de Inglaterra, pero, incluso en estos castillos, la inversión disminuyó. Las reparaciones en el castillo de York se hicieron poco frecuentes del 1400 en adelante, y se fue deteriorando cada vez más. Ricardo III reconoció el problema y en 1483 se eliminaron algunas de las estructuras más decrépitas, pero murió en la batalla de Bosworth antes de que pudiera comenzar el trabajo de reemplazarlas. Ya en el reinado de Enrique VIII, el anticuario John Leland informó que el castillo estaba en un mal estado considerable; no obstante, las defensas de agua se mantuvieron intactas, a diferencia de las de muchos otros castillos de la época. Como resultado del deterioro, Enrique VIII tuvo que ser informado de que los consejeros del rey ya no tenían ninguna residencia oficial en la que quedarse y trabajar cuando estaban en York. La casa de moneda del castillo fue cerrada tras la muerte de Eduardo VI en 1553, y los molinos fueron entregados a un hospital de la caridad local en 1564. El hospital se cerró durante la Reforma, y los molinos pasaron de nuevo a ser propiedad privada.
El castillo siguió siendo utilizado como una cárcel, cada vez más para delincuentes locales, y un lugar para ejecuciones políticas. Hacia el siglo XVI, se había vuelto tradicional ejecutar a los traidores colgándolos de lo alto de la Torre de Clifford, en lugar de matarlos en la puerta de Micklegate, anteriormente el lugar habitual para las ejecuciones públicas en York. En 1536, por ejemplo, el líder político Robert Aske fue ejecutado en el Castillo de York por orden de Enrique VIII, tras el fracaso de la Peregrinación de Gracia en protesta contra la disolución de los Monasterios . Durante la mayor parte de ese período, los alguaciles de Yorkshire mantuvieron el control del castillo; hubo algunas excepciones notables, como el nombramiento del favorito real Sir Robert Ryther por Eduardo IV en 1478. A finales del siglo XVI, sin embargo, la familia Clifford (Condes de Cumberland), se convirtió en la administradora hereditaria del castillo, y en esa época la Torre de Clifford tomó su nombre.
El deterioro del castillo continuó durante el reinado de Isabel I, a quien se le informó de que ya no tenía ninguna utilidad militar. Robert Redhead, el guardián de la torre, consiguió una innoble celebridad por desmontar el castillo en partes y vender la piedra para su propio beneficio. A pesar de los numerosos intentos de funcionarios locales de la ciudad y la corona para detener esto, Redhead continuó causando daños considerables antes de verse obligado a parar. Se hicieron propuestas para derribar la Torre de Clifford por completo en 1596, pero fueron desestimadas ante los fuertes sentimiento de los lugareños.  

### SigloXVII

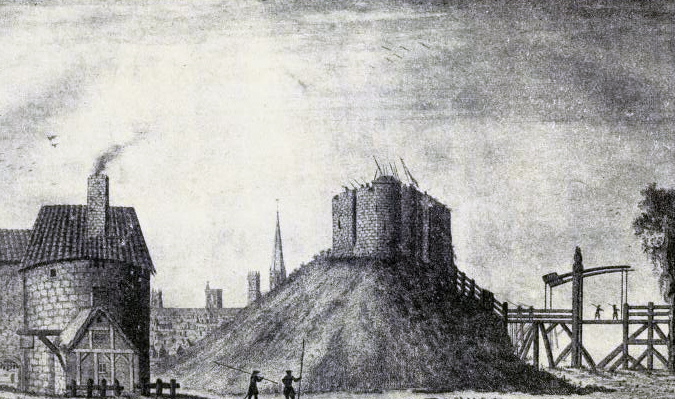
El castillo de York en 1644 durante la guerra civil inglesa, según Francis Place

Mantener el castillo se estaba volviendo cada vez más costoso, y en 1614 el Rey Jacobo vendió el arrendamiento de la Torre Clifford y las tierras circundantes a John Babington y Edmund Duffield, un par de especuladores inmobiliarios. A su vez, Babington y Duffield vendieron la torre a una familia de comerciantes de York. En 1642, sin embargo, la guerra civil inglesa estalló entre las facciones rivales de los realistas y el Parlamento. Fuerzas leales a Carlos I, bajo el mando de Henry Clifford, se acuartelaron en el Castillo de York y la ciudad circundante en 1643. York se convirtió de hecho en la "capital del norte" para la causa realista. Clifford reparó el castillo y fortaleció los muros para permitir que soportaran los cañones, colocando su enseña sobre la entrada, junto a la del rey. La puerta de entrada de la Torre de Clifford fue remodelada sustancialmente, perdiendo su aspecto medieval original. Baile Hill, al otro lado del río, se convirtió en un emplazamiento para las armas. La casa de moneda del castillo fue reabierta para suministrar monedas a las fuerzas del rey.
La guerra se volvió contra las facciones realistas, y el 23 de abril de 1644 las fuerzas parlamentarias comenzaron el asedio de York. Un ejército escocés al mando de Alexander Leslie vino desde el sur, mientras que una fuerza parlamentaria a las órdenes de Ferdinando Fairfax vino del este. Seis semanas después, Edward Montagu trajo un tercer contingente a York, elevando el número de fuerzas que sitiaban la ciudad a más de 30,000 hombres. William Cavendish comandó la ciudad durante el asedio, mientras que el coronel Sir Francis Cobb fue nombrado gobernador del castillo. A pesar de los bombardeos, los intentos de socavar los muros y los ataques a las puertas, la ciudad resistió durante mayo y junio. El príncipe Ruperto, enviado a liberar York, se acercó con refuerzos, y mediante maniobras inteligentes pudo obligar a los sitiadores a retirarse, levantando el asedio el 1 de julio. Al día siguiente, las fuerzas parlamentarias derrotaron a Rupert en la batalla de Marston Moor, seis millas al oeste de York, haciendo inevitable la rendición de York y la fortaleza. El 14 de julio, la ciudad y el castillo se rindieron a las fuerzas parlamentarias, que permitieron a los realistas retirarse con todos los honores.
El Parlamento nombró entonces a Thomas Dickenson, el alcalde local, gobernador de la Torre Clifford. El control del castillo descansó en el cargo de alcalde hasta la Restauración. Se hicieron esfuerzos para separar las estructuras de la Torre de Clifford, que el Parlamento utilizó como guarnición, de los edificios del patio, que continuaron usándose como prisión. Oliver Cromwell visitó la Torre de Clifford en 1650, y recibió el saludo de los cañones colocados encima. El mantenimiento de la guarnición fue cargado a la ciudad de York.

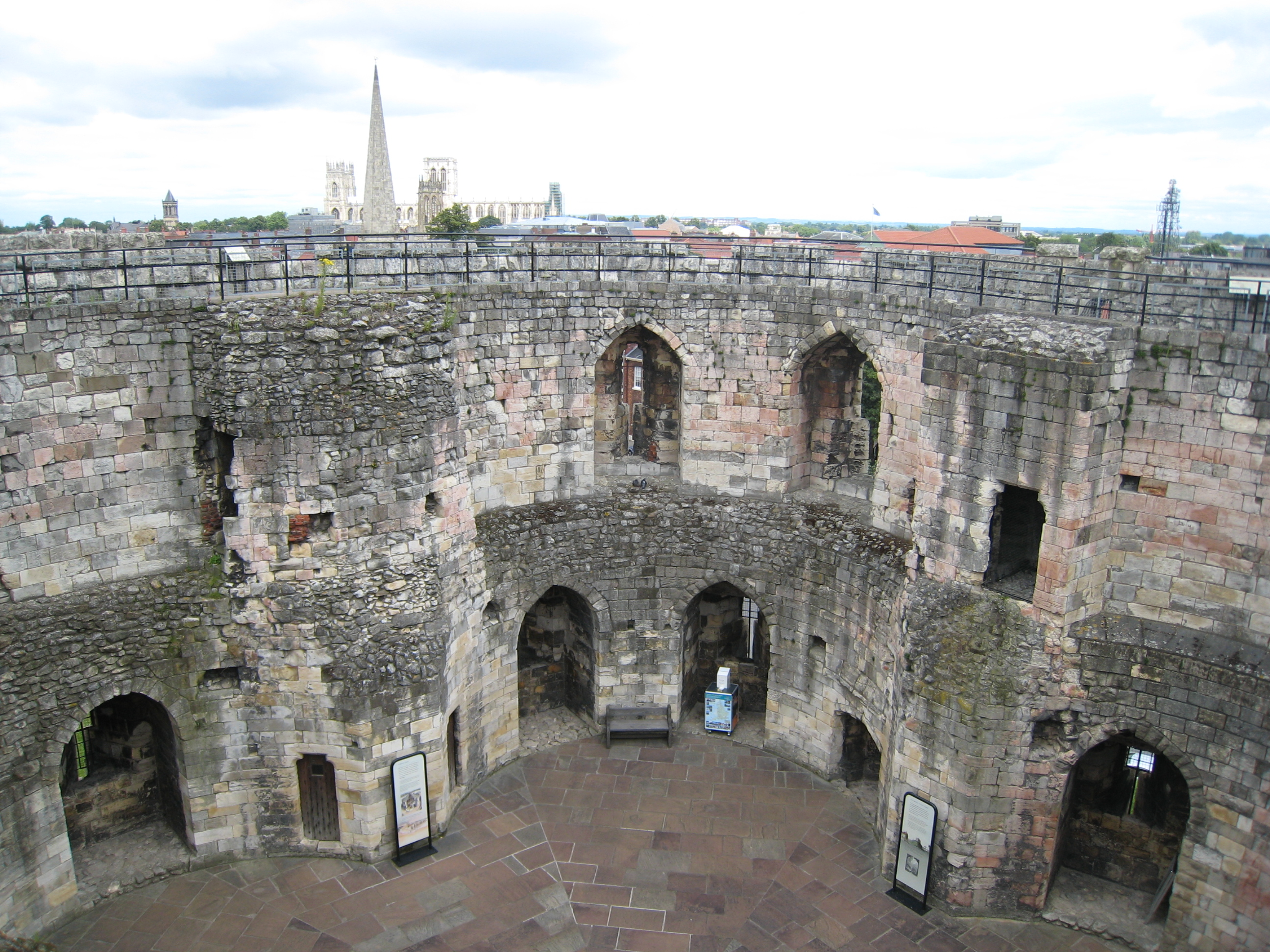
En 1684, una tremenda explosión destruyó el techo, el piso y el pilar central de la Torre Clifford, dejando intactas solo las paredes.

Después de la Restauración de Carlos II, los antiguos propietarios reclamaron la Torre de Clifford, cuya propiedad finalmente les fue otorgada. Sin embargo, allí continuó instalada una guarnición, lo que, en definitiva, evitó que los propietarios ocuparan o usaran de hecho la propiedad. Se hicieron reparaciones en la torre, y se convirtió en un almacén para pólvora y municiones. Se hicieron intentos para mejorar la condición del foso, que se había visto inundado por los sedimentos. Algunos presos políticos continuaron siendo recluidos en el castillo durante el período de Restauración, incluido George Fox, el fundador de la Sociedad de Amigos .
Las instalaciones del condado en el patio se ampliaron durante estos años, con mejoras en la Casa del Gran Jurado (Grand Jury House) y el Salón Común (Common Hall), pero en la década de 1680 el papel de la guarnición militar en el Castillo de York estaba siendo cuestionado. Sir Christopher Musgrave elaboró un informe para la Corona en 1682; argumentó que costaría al menos 30,000£ convertir el castillo en una fortificación moderna, de acuerdo a una propuesta de seis bastiones que un fuerte en estrella necesitaría. Este trabajo nunca se llevó a cabo. Mientras tanto, la guarnición y el castillo se habían vuelto extremadamente impopulares para la gente de York, a quien no le gustaban ni el costo ni la imposición de una autoridad externa.
En el día de San Jorge de 1684, hacia las 10 p. m., una explosión en el polvorín destruyó por completo el interior de la Torre de Clifford. La explicación oficial fue que las salvas de celebración de los cañones en el tejado había prendido fuego a partes de la carpintería, que más tarde incendiaron el almacén. Sin embargo, la mayoría de los historiadores creen que la explosión no fue accidental. En ese momento era común en la ciudad brindar por la posible demolición del "Pastel Picado" ("Minced Pie"), como el castillo era llamado por los lugareños; sospechosamente, algunos miembros de la guarnición habían trasladado sus pertenencias personales a un lugar seguro justo antes de la explosión, y nadie de la guarnición resultó herido por el evento. El calor del fuego otorgó a la piedra caliza de la torre su color actual, ligeramente rosado. La torre ahora en ruinas fue vuelta a privatizar, esta vez por completo, para formar parte de las tierras de la casa y los jardines vecinos pertenecientes a Samuel Waud.

### SigloXVIII

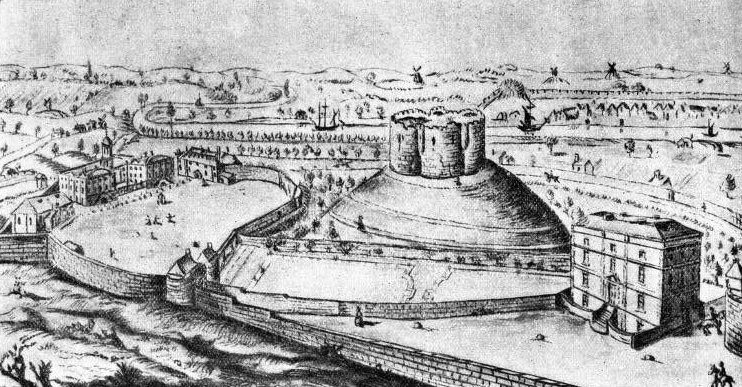
Un bosquejo del emplazamiento del Castillo de York hacia 1730; de izquierda a derecha, la ubicación del antiguo recinto, que incluye la Sessions House, el County Gaol y la Jury House; la Torre de Clifford, con el río Foss al frente y el Ouse detrás; la Casa y jardines de Samuel Waud

Para 1701, las condiciones de la cárcel del condado se habían vuelto escandalosas y se tomó la decisión de reconstruir el área ocupada por el antiguo recinto. Un impuesto local ayudó a financiar el desarrollo, y el rey acordó que las ruinas de la Abadía de Santa María fueran reutilizadas como material de construcción. Se erigieron tres nuevos edificios al sur de la Torre Clifford. Una nueva cárcel del condado fue construida entre 1701 y 1705 por William Wakefield, situada en el lado sur, era muy parecida al trabajo entonces en boga de John Vanbrugh. El arquitecto local John Carr construyó, entre 1773 y 1777, los Tribunales Assize (Assize Court) en el lugar de la antigua Casa del Jurado en el lado oeste, y entre 1780 y 1783, supervisó la sustitución de la Casa de Sesiones y el Salón Común por la Cárcel de Mujeres en el lado este. La Cárcel de Mujeres y la Prisión del Condado se combinaron más tarde para convertirse en la Prisión Civil (Debtors' Prison). Ambos edificios de Carr fueron diseñados en un distintivo estilo neoclásico; el edificio de Assize Court fue particularmente elogiado en ese momento por ser "un magnífico edificio en el orden jónico". El patio del castillo fue cubierto de hierba para formar un círculo en 1777 y se hizo conocido como el "Ojo de los Ridings " porque fue utilizado para la elección de los miembros del parlamento de York.
Las visitas del reformador de prisiones John Howard como parte de la investigación para su libro El estado de las prisiones encontraron que estas prisiones tenían fallos, pero estaban en condiciones relativamente buenas en comparación con otras en ese momento. La Prisión Civil en su conjunto era un "honor para el condado" de York, con habitaciones "aireadas y saludables", pero el ala de delincuentes de la prisión atrajo algunas críticas. Esta ala era "demasiado pequeña" y no tenía "agua" para los internos; los delincuentes eran obligados a dormir sobre montones de paja en el suelo. De hecho, las condiciones eran tan malas en el ala de los delincuentes que nueve prisioneros se asfixiaron durante una noche de 1739.
Junto a las murallas principales, los molinos del castillo se habían vuelto cada vez más ineficaces del siglo XVI en adelante debido a una reducción en el caudal de los ríos que movían las ruedas. Como resultado, en 1778 fueron modernizados con una nueva máquina de vapor para mover la maquinaria; esta máquina de vapor causó molestias considerables a los prisioneros afectados por el humo y el ruido.

### SiglosXIXyXX

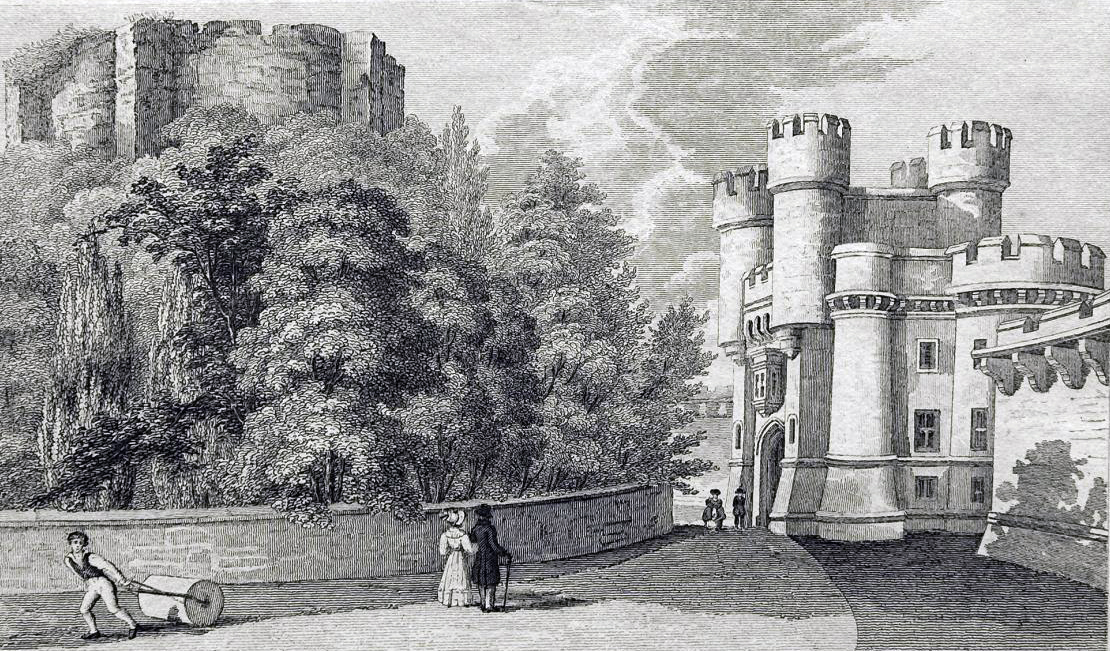
La entrada almenada gótica neo-tudor de la nueva prisión de 1825 en el Castillo de York, junto a la Torre de Clifford, gravada en 1830

Las críticas a la prisión del castillo aumentaron a fines del siglo XVIII. Se consideró que tanto las instalaciones como las multitudes de espectadores que se reunían fuera de la prisión para ver cómo los internos eran llevados a York para su ejecución eran inadecuadas. Se hicieron intentos para mejorar la forma en que se llevaban a cabo las ejecuciones a partir de 1803: el antiguo patio del castillo, el Ojo de los Ridings, se utilizó para este fin, aunque las multitudes siguieron reuniéndose fuera del patio para observar la lenta muerte de los prisioneros. Para 1813, el proceso de ejecución se había acelerado con la introducción del método de "caída corta", tanto que permitió la ejecución inusualmente rápida de catorce agitadores luditas en 1814. El hacinamiento en la cárcel ahora también era un problema, con hasta 114 prisioneros detenidos al mismo tiempo; ocasionalmente, alrededor de cuarenta prisioneros en espera de juicio tuvieron que ser confinados en el patio de la cárcel por falta de espacio en otro lugar.
La idoneidad de la prisión finalmente se puso de manifiesto en los procesos de 1821 en York, cuando se hizo una denuncia oficial y comenzó una investigación. Se tomó la decisión de comprar la Torre de Clifford y la casa Waud, con el objetivo de demoler ambas para dejar espacio a una nueva y más moderna prisión. Sydney Smith, el famoso e ingenioso escritor y vicario de Foston-le-Clay, dirigió con éxito una campaña para salvar la Torre de Clifford, haciendo hincapié en la importancia histórica de la ubicación para la ciudad circundante. Una propuesta alternativa, presentada por el arquitecto Robert Wallace, consideraba la conversión de Clifford's Tower en un nuevo edificio habitable para crear el núcleo de un diseño de prisión radial, pero esto fue rechazado.
En 1825, el condado de Yorkshire compró Clifford's Tower y la casa Waud a un precio de 8,800£ (665,000£ a precios de 2009). Los nuevos edificios de la prisión, diseñados por los arquitectos P.F. Robinson y G.T. Andrews, fueron construidos en un estilo neogótico Tudor, que incluía una puerta de entrada de 35 pies (11 metros) de altura y un bloque de prisión radial, protegido por un largo y alto muro de piedra. La prisión, considerada el edificio más sólido de este tipo en Inglaterra, fue construida enteramente de piedra para ser segura e incombustible. Se usó piedra arenisca gris oscuro en la construcción para crear una apariencia imponente, aunque la prisión en sí misma se consideraba saludable y bien ventilada. La Torre de Clifford no formó parte del diseño formal de la prisión, aunque el talud, o borde inclinado de la colina, fue cortado y reemplazado por un muro de contención para permitir más espacio para el nuevo edificio de la prisión. El patio trasero de la Cárcel de Mujeres, oculto a la vista del público por el nuevo muro, se utilizó para los ahorcamientos desde 1868 en adelante. La Ley de prisiones de 1877 reformó el sistema penitenciario inglés y la cárcel del castillo de York pasó al control del gobierno central al año siguiente. Fue utilizada como prisión del condado hasta 1900, cuando los prisioneros restantes fueron transferidos a la prisión de Wakefield, y de entonces en adelante la instalación sirvió de prisión militar .

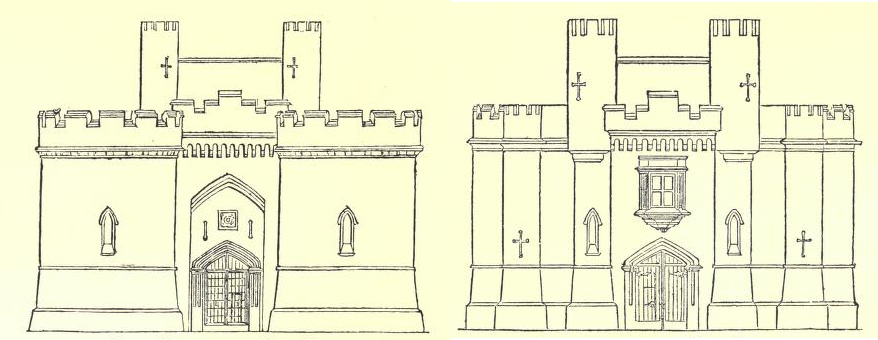
Diseño original de los arquitectos Robinson y Andrews para los alzados frontal (l) e interior (r) de la nueva puerta de la prisión del castillo de York (1825)

A principios del siglo XIX, el dragado y otras mejoras en el río Foss habían permitido importar harina a York por vía fluvial, reduciendo la importancia económica de los molinos del castillo. En 1856, estos fueron finalmente demolidos como parte de una secuencia adicional de mejoras en esta parte del río. El estanque del rey, que formaba parte de las defensas de agua del castillo, fue drenado. Con la construcción de varios puentes nuevos cerca del castillo, el sitio se "rodeó de caminos en lugar de fosos". Algunos juicios importantes tuvieron lugar en el edificio Assizes (ahora Corte de la Corona) del Castillo de York en el siglo XIX, incluido el de Mary Fitzpatrick, acusada de asesinato.
En 1890, los comisionados de la prisión acordaron declarar a la Torre de Clifford monumento nacional y conservarla como lugar histórico. En 1902, la Torre de Clifford fue entregada al Municipio de York, junto con una subvención de 3,000£ (242,000£ a precios de 2009) dispuesta por Lord Wenlock para conservación y reparaciones. La eliminación del talud y el daño a la cantería del castillo en el siglo XVI habían ejercido una presión excesiva sobre el montículo de apoyo, provocando una reaparición del hundimiento del siglo XIV. Sir Basil Mott, un destacado ingeniero victoriano, instaló bases de hormigón para estabilizar la estructura bajo la barbacana de la puerta de entrada. A principios del siglo XX, la Torre de Clifford se abrió regularmente a los visitantes, y en 1915 pasó a la Oficina de Obras como monumento nacional.

## Hoy

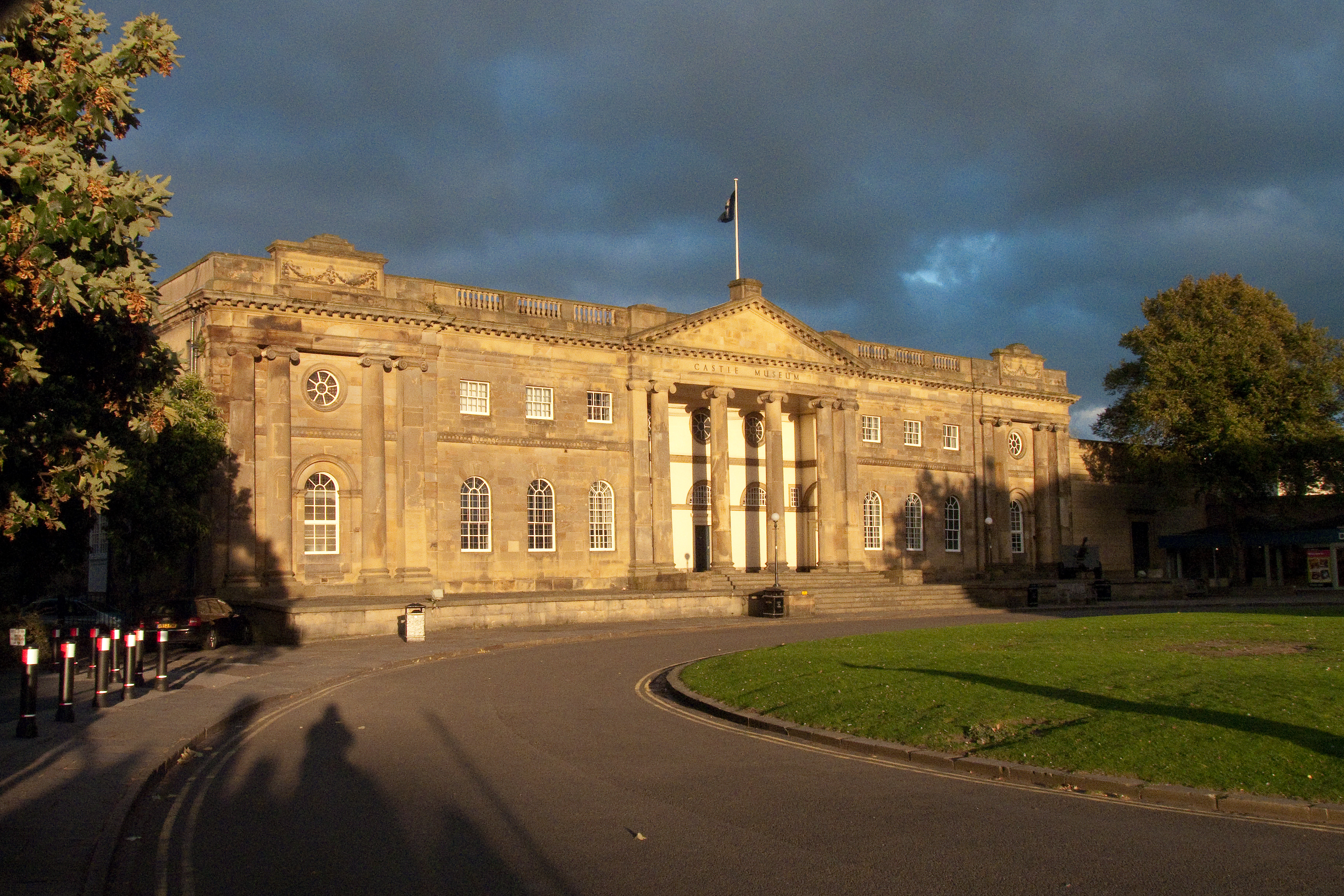
La Cárcel de Mujeres, ahora parte del Museo del Castillo de York

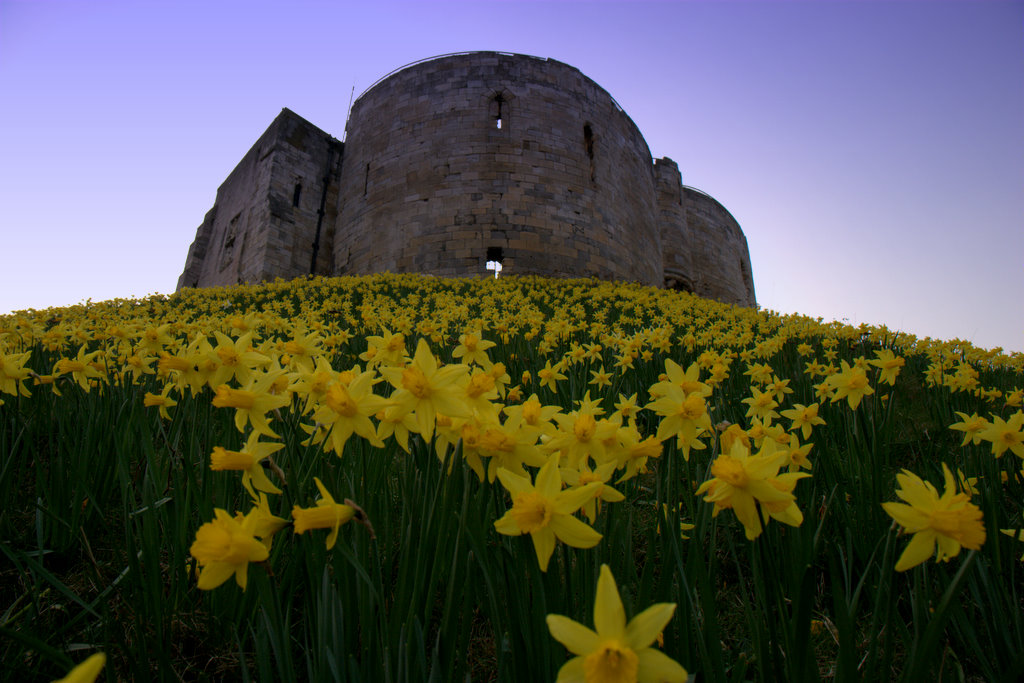
En el siglo XX, se plantaron narcisos en la ladera del montículo. Florecen anualmente coincidiendo con el aniversario de la masacre de judíos en 1190.

La prisión de York finalmente cerró en 1929, y los edificios de la prisión victoriana gótica neoTudor fueron demolidos en 1935. El edificio Assize Courts ahora alberga el Tribunal de la Corona de York, mientras que la antigua Prisión Civil y la Cárcel de Mujeres, junto con una moderna área de entrada, son ahora el Museo del Castillo. El área de césped circular entre estos edificios que alguna vez se conoció como el "Ojo de los Ridings" ahora se conoce como Castle Green, o el "Ojo de York". La Torre de Clifford es la parte restante más importante de la fortificación medieval original, aunque los escalones de piedra que suben por el costado del montículo son modernos. Fragmentos del muro del recinto, partes del edificio de vigilancia del sur y una de las torres de las esquinas también sobreviven.
 

El castillo está clasificado como un edificio catalogado de grado I y un monumento planificado . El sitio, administrado por el Patrimonio Inglés, está abierto al público. Hasta la década de 1970, el pogromo de 1190 era a menudo minimizado por las historias oficiales del castillo; Los primeros guías oficiales del castillo no hicieron referencia a él. En 1978, sin embargo, la primera placa conmemorativa a las víctimas se colocó en la base de la Torre de Clifford, y en 1990 se conmemoró el 800 aniversario de la matanza en la torre. Recientemente, intereses comerciales han tratado de introducir el desarrollo minorista en el área circundante. Ciudadanos, visitantes, académicos, ecologistas, empresarios locales y grupos judíos se han opuesto al desarrollo con cierto éxito, ganando una larga y amarga investigación pública en 2003.